# 804
Évszázadok: 8. század – 9. század – 10. század
Évtizedek: 750-es évek – 760-as évek – 770-es évek – 780-as évek – 790-es évek – 800-as évek – 810-es évek – 820-as évek – 830-as évek – 840-es évek – 850-es évek
Évek: 799 – 800 – 801 – 802 –  803 – 804 – 805 – 806 – 807 – 808 – 809

## Események

### Bizánci Birodalom
- I. Niképhorosz császár megtagadja az adófizetést az araboknak, amiben még elődje, Eiréné egyezett meg velük. Hárún ar-Rásíd kalifa Ibrahim ibn Dzsibril vezetésével sereget küld Kis-Ázsiába, amely Kraszosznál meglepi a bizánciak hadseregét és súlyos vereséget mér rájuk; maga Niképhorosz is megsebesül az ütközetben. A bizánciak békét kérnek és beleegyeznek az adófizetésbe.

### Európa
- Krum bolgár kán megtámadja az avarokat és a következő két évben megszállja az Avar Kaganátus frankok által nem annektált részét (a Kárpát-medence Dunától keletre eső felét). Theodorus avar kagán Nagy Károlytól kér segítséget.
- Nagy Károly frank császár utolsó szász hadjáratára indul; elfoglalja az Elbától keletre élő szászok földjeit, kitelepíti őket és a területet a vazallus obodritáknak adja. A megszállt szász területeken Willerich püspök megszervezi a Brémai püspökséget.
- Nagy Károly találkozót beszél meg Gudfred dán királlyal a szász-dán határon, de a király végül nem hajlandó találkozni a császárral és nem adja ki a hozzá menekült szászokat sem.
- Nagy Károly megalapítja az osnabrücki Gymnasium Carolinumot, Németország legrégebbi iskoláját.
- Velencében Giovanni Galbaio dózse ellenfelei frank és pápai támogatással, Obelerio degli Antenori vezetésével visszatérnek trevisói száműzetésükből. Galbaio családjával Mantovába menekül, ahol később meggyilkolják. Velencében Obeleriót választják dózsénak.

### Kelet-Ázsia
- Kanmu japán császár követséget küld Tö-cung kínai császárhoz. A küldöttséggel tartanak Kúkai és Szaicsó szerzetesek, akik a kínai kolostorokban tanulmányozzák a buddhista szent írásokat. A két évvel később visszatérő Szaicsó hozza be a teát Japánba.

## Születések
- Bájazid Bisztámí, perzsa szúfi misztikus

## Halálozások
- Alcuin, angolszász teológus, költő, Nagy Károly tanácsadója
- Lu Jü, kínai filozófus

## Fordítás
- Ez a szócikk részben vagy egészben  a(z)   804 című angol Wikipédia-szócikk ezen változatának fordításán alapul.  Az eredeti cikk szerkesztőit annak laptörténete sorolja fel. Ez a jelzés csupán a megfogalmazás eredetét és a szerzői jogokat jelzi, nem szolgál a cikkben szereplő információk forrásmegjelöléseként.